# Street Fighter II V
Street Fighter II V (ストリートファイターII V, Sutorīto Faitā Tsū Bui), também conhecido no Brasil como Street Fighter II Victory é um anime produzido pela empresa japonesa "Group TAC" baseado livremente no jogo eletrônico de luta Street Fighter II. Dirigido por Gisaburō Sugii, (que também dirigiu o filme Street Fighter II: The Animated Movie) a série foi exibida pela primeira vez no Japão em 1995, de 10 de abril à 27 de novembro, na YTV. Uma adaptação americana da série também foi produzida em 1996 pelo grupo de dublagem Animaze e Manga Entertainment, tendo sido lançada na Austrália e nos EUA como uma série de fitas VHS em 1997-1998. Cada fita incluía três episódios e foi lançada em uma versão dublada e em uma legendada (que custava 5 dólares a mais do que a versão dublada). Em 1997, a ADV Films produziu uma dublagem em inglês exclusivamente para o mercado do Reino Unido, também lançada em VHS.
No Brasil, a série foi exibida pelo canal SBT durante a década de 1990 e no começo dos anos 2000, pelo Cartoon Network. Em 2017 o anime foi adquirido pela Netflix.Em Portugal o anime foi transmitido em 2001 na  Sic Radical. Em 2022 o anime será adicionado ao catálogo do SBT Vídeos

## Resumo
A série é uma adaptação do jogo Street Fighter II, tendo criado várias liberdades com a história e os personagens do jogo. A série segue as aventuras dos jovens Ryu e Ken, dois lutadores de artes marciais que percorrem vários lugares do mundo para melhorar suas habilidades depois que ambos enfrentam uma humilhante derrota para Guile. Durante o decorrer da série, Ryu e Ken se familiarizaram com outros personagens, tais como Chun-Li, Fei Long, Sagat e Dhalsim. Eventualmente, eles se encontram na mira da organização criminosa Shadaloo, liderada pelo enigmático M. Bison, depois de derrotarem uma de suas organizações subordinadas (Ashura). Entre os agentes da Shadaloo estão o lutador russo Zangief, a assassina britânica e sedutora Cammy (que desconhecia sua ligação com a Shadaloo) e o agente duplo da Interpol, Balrog. O nobre guerreiro espanhol Vega também aparece como um antagonista, embora ele não esteja associado com a Shadaloo nesta série.
Em contraste com o Street Fighter II: The Animated Movie, que manteve-se mais fiel ao enredo do jogo original, Street Fighter II V teve uma grande diferença quanto a história do seu material de origem. O anime apresenta versões radicalmente redesenhadas da maioria dos personagens do jogo, cujas aparências, histórias e personalidades se desviaram muito de suas representações tradicionais. Como o anime foi produzido em 1995 (o ano de sua transmissão original), as idades dos personagens também foram alteradas para tornar a maioria do elenco mais jovem do que estavam nos jogos (por exemplo, o ano de nascimento de Ryu foi alterado de 1964 para 1977).
No momento da série, Super Street Fighter II Turbo foi a última parcela, no vídeo game da série. Dos 17 personagens que aparecem na Super Street Fighter II Turbo, apenas E. Honda, Blanka, Dee Jay e T. Hawk (os dois últimos aparecem somente na abertura), não foram apresentados no programa de TV. Akuma (ou Gouki, como o personagem é chamado no Japão) faz várias aparições durante as multidões, mas ele não está ativamente envolvido na história.
As cenas de ação foram coreografadas pelo ator japonês Kenya Sawada, especialista em artes marciais, que interpretou o Capitão Sawada no filme Street Fighter e ajudou a escrever alguns episódios do anime.
Devido à baixa audiência, a série foi descontinuada no Japão. Assim  várias situações, como a participação de Blanka, tiveram que ser canceladas. Para finalizar a série foi necessário reutilizar diversas cenas nos episódios finais. Embora não tenha feito sucesso inicial, Street Fighter II V se tornou um anime bastante respeitado. Foi considerado pelo site Screen Rant como a melhor adaptação da série Street Fighter, incluindo filmes e séries de tv.

## Exibição no Brasil
A animação foi exibida no SBT em 1995, apenas 5 meses após seu lançamento no Japão. Inicialmente, o SBT planejava adquirir apenas o desenho norte-americano Street Fighter - The Animated Series. Porém, o estúdio americano se atrasou na entrega da versão estadunidense. Com o contrato de exibição fechado com o SBT, restou a Capcom trazer às pressas a versão que havia acabado de ser lançada no Japão.
Naquele tempo, os animes em japonês eram traduzidos para inglês e depois para o português. Mas Street Fighter II V foi traduzido do japonês diretamente para o português.
Segundo o diretor de dublagem Nelson Machado Filho: "Um belo dia, surgiu um desenho estranho na Megassom. Era uma série japonesa com lutadores de vários tipos. Ninguém sabia muito a respeito daqueles personagens e a série estava toda falada em japonês. Tradutor de japonês [nos estúdios], simplesmente não existia. A solução foi chamar um senhor japonês conhecido de alguém no estúdio. Ele fazia a tradução literal do que ouvia no desenho e depois adaptávamos a tradução dele para adequar para a dublagem".
Durante a dublagem, aconteceram alguns erros de tradução, como Dhalsin sendo chamado de Bonzo ao invés de Bosan que significa monge em japonês. Por muito pouco, o hadouken não se chamou Fire Ball. A produtora japonesa enviava sugestões de tradução. Uma dessas sugestões era que o Hadouken fosse chamado de Fire Ball. O diretor de dublagem Nelson Machado Filho conduziu uma pesquisa de campo visitando casas de fliperamas para ouvir sugestões dos jogadores sobre os nomes dos personagens e golpes. Segundo Nelson: "Alguma coisa bateu na minha cabeça. 'Eu já vi essas figuras, não sei onde, porque eu nunca vi esse desenho japonês'. Eu lembrei: 'sabe onde eu vi? No shopping!'. 
Ken Masters e seu famoso bordão, “Ih, ó o cara ai” foi dita durante a dublagem em tom de brincadeira e o diretor, Nelson Machado Filho, acabou gostando e deixando na gravação final.
Em 2001, a série foi exibida no Cartoon Network. Em 2022 também estava disponível nas plataformas de streaming Netflix, Prime Video, Vix, Pluto TV e SBT Vídeos.

## Personagens
- Ryu

Ryu é o personagem principal. Tem 17 anos e é muito dedicado às artes marciais, sempre tentando melhorar suas habilidades. Nasceu e cresceu no Japão. Seu melhor amigo é Ken Masters, com quem treinou no mesmo dojo desde a infância. Um dia, foi convidado por Ken para passar uma temporada em sua mansão em São Francisco. Os dois se dirigiram para a cidade na motocicleta de Masters, onde se infiltraram em um bar, derrotando vários soldados do exército depois de Ken seduzir uma das mulheres que os acompanhavam. Embora sejam capazes de derrotar os soldados, surge o Sargento Guile que derrota Ryu facilmente. Enraivecido e humilhado, Ken segue Guile na base do exército no dia seguinte e o desafia, mas assim como Ryu, também é vencido brutalmente. Seu encontro com Guile deixou os dois menos convencidos e os inspirou a realizar uma jornada para melhorar suas habilidades em artes marciais, com a esperança de um dia desafiarem o sargento para uma revanche. Durante sua viagem na Índia, Ryu aprende como usar uma base de um ki chamado Hadou, sob a forma do Hadouken. Depois de viajar com Ken e Chun Li, ele acabou sendo preso injustamente por tráfico de drogas. Na prisão da Tailândia, enfrentou o seu rival Sagat. M. Bison percebe o enorme potencial de lutador que Ryu tinha e o sequestra, levando-o para sua base na Shadaloo onde controla a sua mente e fazendo-o lutar contra Ken. No final da série, Ryu vence o terrível Bison após enfrentá-lo ao lado de Ken. Ao contrário de sua contraparte no jogo, ele não possuí nenhuma faixa na cabeça e nem luvas durante toda a série. Em vez disso, usa uma pulseira e seu cabelo é espetado. Além disso, a personalidade séria e solitária que Ryu exibe nos jogos é substituída por uma personalidade mais impulsiva e otimista.
- Ken

Melhor amigo de Ryu e filho único da rica família Masters. Ken vive em San Francisco com os seus pais (um pai caucasiano-americano e mãe japonesa) em uma grande mansão - que leva vinte minutos da entrada para o pátio principal da casa. Ele também passa muito tempo treinando e adora sua moto. Seu lado charmoso e galanteador é muito evidenciado na série, uma vez em que se mostra paquerando várias garotas em alguns episódios. Ken também aprende a usar o poder da Hadou mais tarde, ao mesmo tempo que são mantidos prisioneiros da Shadaloo. Só Ryu conhece o Hadouken, enquanto os dois conhecem o Shoryuken. Ken demora mais para aperfeiçoar o Shoryuken para Hadou Shoryuken, e assim encurtá-lo para Hadou Shoryu. Curiosamente, na dublagem em inglês, Ken ainda o chama de Shoryuken, enquanto Ryu o chama de Rising Dragon Punch (que quer dizer Shoryuken em inglês). Quando Ryu foi controlado por Bison, Ken se viu obrigado a enfrentar o amigo e após uma batalha acirrada, conseguiu fazê-lo voltar ao normal após atingi-lo com o Hadou Shoryu. Ao contrário de Ryu, a personalidade e história de Ken seguem iguais com o enredo do jogo original; ele ainda é o filho impetuoso, convencido, mulherengo e rico da família Masters, embora seja muito mais jovem do que sua contraparte do jogo (como Ryu, ele tem 17 anos).
- Chun-Li

Chun-Li tem 15 anos de idade e aparece primeiramente como uma guia de turismo contratada por Ken e Ryu à sua chegada em Hong Kong. No entanto, ela logo se revelou ser a filha do inspetor da polícia de Hong Kong, Dubal. O pai dela a treina na arte do Kung-Fu como auto-defesa e como parte de sua criação. Assim como Ken, Chun-Li também pertence a uma família rica e privilegiada, embora seja mais humilde do que ele. Ela acompanha Ken e Ryu ao longo da maior parte de suas viagens em toda a Ásia e a Europa, mas raramente se engaja na luta ao menos que seja atacada ou ameaçada. Chun-Li não é vista em seu mini-qipao azul e branco com botas, somente perto do final da série, onde ela está em cativeiro na base de Bison. Além disso, as alterações a este disfarce incluem a ausência de seus cabelos-bun, bem como a sua pantyhose sendo substituídos por kneepads. Ela e Ryu são bem próximos, embora Chun-Li parece ter uma intimidade maior com Ken. Isso fez Vega enlouquecer, pois ele era apaixonado por ela. Na Espanha, Vega aparece no quarto de Chun-Li e rouba-lhe um beijo, mas, na verdade, a dopa. Chun-Li e Ken são convidados por Vega para uma festa em sua mansão. Logo, Chun-Li sente os efeitos da droga, o que faz Ken lutar para salvá-la de Vega. Embora Ken fique mortalmente ferido para salvá-la, nunca foi revelado se ela retribuía seus sentimentos. Depois de salvá-la, Chun-Li dá de cara com M. Bison que dopa Ken. Chun-Li enfrenta Bison para salvar Ken, mas sucumbe perante ao poder do vilão e se torna uma guerreira da Shadaloo, tendo o micro-ciber chip em sua testa. É obrigada a enfrentar Guile - que veio a mando do Sr. Masters para salvá-los, mas Ken rompe o poder hipnótico de Bison.
- Guile

Guile é sargento da Força Aérea dos Estados Unidos. Ele tem orgulho da Força Aérea e de seus homens e, muitas vezes, sai para beber com eles sempre que podem. Ele e seu parceiro, Nash, têm servido juntos por muitos anos em várias missões e conflitos militares, sendo que é regularmente encontrado trabalhando fora. Sempre treina na academia do batalhão da Força Aérea. Ele ganhou, pelo menos, um torneio de boxe e, provavelmente, outros não mencionados na série. Seu estilo de arte marcial é vagamente parecido com as técnicas de combates dos militares americanos. Ele primeiro encontra Ryu e Ken num bar que ele e seus soldados frequentam em São Francisco, depois que o primeiro derrotou todos os seus homens em uma briga. Um Guile horrorizado adverte Ryu e Ken sobre suas ações e ordena que eles deixem o bar, mas Ryu se recusa e ataca Guile. O sargento responde batendo brutalmente no jovem Ryu deixando-o muito machucado. Um vingativo Ken visita a base do exército de Guile no dia seguinte e o desafia para uma luta, mas também é derrotado. Guile não é visto novamente até a segunda metade da série, depois que Ken, Ryu e Chun-Li são sequestrados por Bison e acaba sendo enviado em uma missão para resgatá-los. Embora ele consiga vencer o agente da Shadaloo, Zangief, e chegue com sucesso ao complexo onde Ryu, Ken e Chun-Li estão mantidos, não consegue salvá-los e é saudado por Bison, que brutalmente assassina seu parceiro Nash e quase o mata também. Bison foge de cena e comanda Chun-Li (que agora está sob seu controle) para lutar contra Guile, embora ele hesite em lutar com medo de que pudesse machucá-la. Guile eventualmente se reúne com Ryu e Ken, que ficam chocados ao revê-lo, já que estão prestes a confrontar Bison. Quando Ryu e Ken derrotam o terrível Bison, Guile conforta Chun-Li dizendo que eles estão bem e depois completa dizendo "Esses dois só me dão trabalho!". Apesar de nunca terem desafiado Guile para uma revanche, o Sargento admite que subestimou suas habilidades quando se conheceram, já que conseguiram derrotar Bison (apesar de seus terríveis poderes), enquanto ele mesmo não podia.
- Delegado Dubal

O pai de Chun-Li que não tinha nome nos jogos originais. Sua principal ocupação é como Delegado do Departamento de Polícia de Hong Kong e é rotineiramente envolvido na caça a traficantes e várias outras atividades policiais, e não é estranho os riscos que enfrenta no trabalho. Sua residência também é como um templo e de formação onde ele ensina sua filha e vários outros estudantes, incluindo Fei Long. Pouco tempo depois de uma bem sucedida operação na qual apreendeu uma grande quantidade de cocaína e de contrabando, Dubal é convocado pela Interpol para ir até Barcelona a fim de assistir uma conferência sobre a organização criminosa: a Shadaloo. Durante a reunião, Dubal foi quase morto por Cammy, que seguiu as ordens de um operador da Shadaloo (mais tarde, revelado como Balrog). Sua sobrevivência foi mantida em segredo pelo Chefe da Interpol até que a pessoa que ordenou o ataque pudesse ser identificada. Ao contrário dos jogos, Dubal não morre, o que pode servir de prefixo aos eventos dos jogos, já que nesta série ele ainda é vivo. Seu nome, no texto original japonês, é Dorai.
- Fei-Long

Um dos melhores alunos de Dubal, ele é agora um recém-formado em artes marciais, estrela do cinema cuja insistência em "fazer a verdadeira luta" rapidamente se torna prejudicial para a produção, devido, principalmente aos adereços danificados e propriedade pública, assim como para as lesões. Ken Masters foi chamado para ser voluntário em uma luta, enquanto passeava em Hong Kong com Ryu e Chun-Li, mas a destruição causada pela luta forçou o diretor a parar a filmagem e cortar a cena completamente. Mais tarde, após saber da suposta "morte" de seu mestre, Fei Long se entristece e promete vingança. Enquanto visitava o hospital que Dubal estava, o Chefe da Interpol informa a Fei Long sobre o truque. Mais tarde ainda, Fei Long - com a ajuda de Cammy (após uma breve luta com ela no hospital) - identifica o operador da Shadaloo que mandou atacar Dubal, Balrog. O personagem Fei Long é muito parecido com o ator Bruce Lee.
- Sagat

Sagat foi o "Rei do Muay Thai", que é famoso como uma das mais ferozes formas de artes marciais do mundo. Quando lutou profissionalmente, foi o campeão da Tailândia e todos lhe chamaram de "Rei". Mas, após recusar-se a participar de um desafio para o sindicato de Ashura, foi enquadrado pela venda de drogas e preso, caindo em desgraça. Prometendo vingança a Dubal, Ken e Ryu, a Ashura manda seus homens para colocar heroína na bagagem de Ryu no aeroporto de Bangkok. Ryu foi levado para a mesma prisão que Sagat estava, chegou a enfrentá-lo usando Muay Thai, mas levou a pior e preferiu usar o Karatê. Sagat desistiu de continuar a luta após receber alguns golpes e refletir sobre sua vida. Os dois viraram companheiros e foram capazes de aprender mais sobre as operações da Ashura. Após a prisão do chefe da Ashura, a prova da inocência de Sagat foi "descoberta" por parte da polícia tailandesa e ele foi libertado da prisão. Ao contrário do que os jogos mostram, ele não tem a sua cicatriz em seu peito (o que ele tinha desde Street Fighter 2), nem o tapa-olho e também a sua pele é mais escura. Sua "rivalidade" com Ryu é uma das mais amigáveis da série.
- Dhalsim

Dhalsim é um monge que vive em uma aldeia remota na Índia. Ele é um praticante de ioga e possui muitas habilidades psíquicas, sendo capaz de ver o futuro, ao ponto em que conseguiu prever a eventual chegada de Ryu e Ken. Sagat tinha aconselhado Ryu a procurar Dhalsim para saber mais sobre as formas do Hadou. Sagat tinha sido recusado anos antes quando procurou a sabedoria de Dhalsim, mas este achou que Ryu poderia ser mais digno. Ryu e Ken são inicialmente recusados também, com Dhalsim descrevendo ambos como "bestas", embora o monge mude de ideia após vê-los superarem os desafios dentro do templo da vila. Dhalsim, embora saiba muito sobre Hadou, é incapaz de ensinar a Ryu como usar o Hadouken. Apesar disso, fez Ryu e Ken melhorarem muito em seus treinamentos.
- Vega (Balrog no Japão)

Seu nome na série é Fabio La Cerda Balrog, mas durante a tradução, seu nome foi modificado para Vega devido ás mudanças de nomes dos personagens do jogo quando vieram para o ocidente. Em contraste com sua contraparte do videogame, ele não tem um nome completo. Vega é um popular domador de touros em Barcelona com uma volúpia de sangue e de nenhum valor para a vida. Tem 18 anos e reside em uma grande mansão em Barcelona, onde atua como um lutador de gaiolas para socialites ricas. É conhecido por sua sádica e sanguinária (literalmente mostrado bebendo seu próprio sangue e o sangue de seus oponentes em várias ocasiões ao longo do anime) personalidade tendo um coração frio e cruel. Embora não seja tão obcecado por sua beleza quanto sua contraparte no jogo, ele ainda é muito louco e ataca com uma raiva violenta contra qualquer um que machuque seu rosto. Quando luta na gaiola, Vega utiliza uma máscara (para assim proteger seu rosto de qualquer cicatriz) e empunha uma garra de metal com três pontas na mão esquerda, permitindo que possa ferir mortalmente a qualquer um de seus oponentes. Em combate, ele é conhecido por sua considerável velocidade, força e habilidade acrobática. Durante uma tourada com a participação de Ken, Ryu, e Chun-Li, Vega, desenvolve uma obsessão por Chun-Li que, inicialmente, fica atraída por ele, mas logo se aterroriza por causa de seu comportamento psicopata e por suas tendências sádicas. Ele invade seu hotel na noite seguinte e usa uma estranha "poção do amor" para induzir um transe nela. Vega convida anonimamente Ken e Chun-li para um festival no Castelo Maria Isabel. Ao chegarem lá, percebem se tratar de uma apresentação em ringue fechado pra lutas de morte. Na ocasião, Ken aceita o desafio de Vega para subir ao palco na arena de luta, enquanto Chun-li, em transe, assiste os dois lutarem na gaiola de aço. No final da luta, um Ken seriamente ferido aplica um "Shoryuken" para impedir o "ataque final" de Vega e o deixa inconsciente. Após a luta, Ken é levado severamente ferido para uma sala onde é dopado e sequestrado por Bison. O destino de Vega não é claramente conhecido já que ele foi visto pela última vez sendo levado em uma maca, juntamente com Ken, depois de ter ficado pendurado em um candelabro inconsciente e mergulhado para baixo em um último ataque. Semanas depois, a mansão é investigada por Guile e Nash e fica completamente abandonada, indicando que Vega ainda está hospitalizado ou então fugiu. Ao contrário do jogo, Vega não tem afiliação com Shadaloo ou M. Bison.
- Balrog (Mike Bison no Japão)

Balrog é um executivo da Interpol, mas trabalha para a Shadaloo como informante infiltrado. Depois de uma conferência da Interpol em que o inspetor Dubal foi chamado para dirigir a investigação em Shadaloo, Balrog contrata Cammy e ordena que ela o mate, dizendo-lhe que a Interpol ordenou secretamente o golpe e que Dubal era um agente duplo que comandava todo o cartel de drogas. Embora a tentativa de assassinato pareça inicialmente ser bem-sucedida, Dubal consegue sobreviver ao ataque. Assim, as suspeitas tinham sido levantadas pois apenas um oficial superior da Interpol teria tido conhecimento de suas investigações sobre a Shadaloo. Quando descobre, pela Interpol, que Dubal ainda está vivo, Balrog ordena a Cammy para terminar o serviço. Ela visita Dubal em seu quarto de hospital onde é atacada por um furioso Fei Long e ambos entram em uma trégua temporária. Em última instância, o segredo de Balrog é descoberto por Fei Long (com a ajuda de Cammy) depois que as incoerências de sua história são finalmente descobertas. Antes de ser levado para a prisão, Cammy se vinga de Balrog por tê-la feito acreditar que Dubal seria o chefe do narcotráfico e quase o mata, mas o deixa nas mãos de Fei Long. Ao contrário de sua representação nos jogos, Balrog é retratado como altamente inteligente, esperto, enganoso e até mesmo covarde, em oposição ao lutador de boxe da Shadaloo, sanguinário, ganancioso e não inteligente. Apesar de manter a fisionomia e estatura intimidantes, Balrog não participa das lutas (e até começa a suar nervosamente quando está prestes a ser atacado por Cammy) e só aparece retratado como um lutador de boxe durante a segunda abertura da série.
- Cammy

Cammy White é uma ex-agente do MI6 e agora trabalha como mercenária assassina. Sendo Católica, ela sempre reza para o perdão, antes e depois de cada luta. Ela tem muito orgulho do seu trabalho e acredita que a morte de seu alvo deve ser proveniente dela mesma e não como um acidente ou ocorrência acidental. Também, como uma questão de orgulho, ela se recusa a agir em falsos pretextos para o emprego. O seu caráter é radicalmente diferente em comparação a qualquer outro aspecto. Ela usa um halter top preto, spandex tights, e uma pulseira decorada com um crucifixo. A pulseira era utilizada para esconder um mortal e retrátil fio metálico para assassinar as suas vítimas. Seu traje original com uma boina vermelha, maiô verde azul e fio-dental é brevemente visto durante sua apresentação no episódio 17. Na dublagem inglesa, apesar de ser britânica, Cammy fala com um sotaque americano.
- Charlie Nash

O melhor amigo de Guile que tem servido junto a ele em várias situações. Nash é assassinado por Bison durante a missão de resgatar Ken, Ryu e Chun-Li da Shadaloo. Uma vez que o anime foi produzido enquanto Street Fighter Alpha: Warriors' Dreams ainda estava em desenvolvimento, Nash não tem nenhuma semelhança com sua contraparte no jogo. Na série, ele possui uma impressionante semelhança com Jean Reno.
- Zangief

Zangief é um lutador de luta-livre da Rússia e trabalha como um dos homens da Shadaloo. Ele não parece ter qualquer desejo particular ou motivação para ferir ou matar alguém, mas utiliza sua força contra seu alvo quando seus superiores lhe exigem isso. Zangief pode ser visto vestindo uma camisa tipo loincloth, enquanto que, nos jogos, ele aparece topless. Venceu Ryu que estava fraco por causa do Hadouken, mas depois foi derrotado por Guile. Zangief trabalha para a Shadaloo, apesar de não estar afiliado com eles nos jogos.
- M. Bison (Vega no Japão)

Seu nome, assim como o de Balrog e Vega, foi alterado durante a tradução. Na verdade, os três personagens trocaram de nome quando a serie foi dublada. Pouco se sabe sobre Bison, apenas que ele é o chefe enigmático da Shadaloo. Em contraste com o Hadou de Ken e Ryu (que é baseada no ki), os poderes de Bison são baseados na sua raiva e ódio e são referidos como seu "Psycho Power". A utilização do seu "Psycho Power" implica, normalmente, em perder a razão. Enquanto Ken era dopado após combate com Vega, Bison - com uma mão e sua energia - quase estrangula Chun-Li. Como o líder da Shadaloo, o seu único objetivo conhecido é a dominação mundial, destruindo e matando todos os homens da terra que fazem experiências e destroem a natureza. A maior parte das suas atividades são financiadas através de uma variedade de operações do submundo, como o sindicato da Ashura. Para a ambição e poder de Bison, sugere-se que muito do seu trabalho pode ser o resultado de influências telepáticas originários de um "totem" de prata, sob a forma de uma cabeça de águia, o que é mostrado em, pelo menos, duas vezes para se comunicar com ele. Ao contrário da maioria dos outros personagens do anime, a personalidade, a aparência e a história de Bison não se desviam tanto do jogo. A única diferença notável é que sua roupa agora é azul, enquanto que, nos jogos, é vermelha. Além disso, Bison tem uma variedade de bases em todo o mundo e a batalha final contra ele ocorre próximo a Barcelona, enquanto que, nos jogos, sua única base está na Tailândia. Bison consegue controlar Ryu e Chun-Li e faz os dois partirem para cima de Ken e Guile respectivamente. Por fim, acaba derrotado por Ryu e Ken, sendo Hadouken o último golpe que o matou.
- Gouki (Akuma, nos EUA)

Gouki é, na verdade, um personagem misterioso na série. Ele, na verdade, tem aparecido como pontas na série. Não se sabe muito dele. Ele seria o personagem chave para séries e filmes de Street Fighter.

## Lista de episódios
| №  | Título | Data da Transmissão original |
| -- | --- | ---------------------------- |
| 1  | "O início de uma jornada - O convite de São Francisco A Viagem! Um Convite a São Francisco " "Tabidachi San Furanshisuko Kara no Jōtaijō (旅 立 ち サ ン フ ラ ン シ ス コ か ら の 招待 状)"                                                                 | 10 de abril de 1995          |
| 2  | "O rei da força aérea - Uma explosão de combate militar ameaçador O Ás da Força Aérea " "Kūgun no Ōja Sakuretsu, Kyōi no Miritarī Konbatto (空軍 の 王者 炸裂, 脅 威 の ミ リ タ リ ー コ ン バ ッ ト)"                                                       | 17 de abril de 1995          |
| 3  | "Desembarque em Hong Kong - Dentro da serpente... O convite da caverna de batalha do diabo Duelo Em Hong Kong " "Honkon Jōriku Sen'nyū, Matoukayura e no Chōsen-jō (香港 上 陸 潜入, 魔 闘 窟 へ の 挑 戦 状)"                                                | 24 de abril de 1995          |
| 4  | "Escuridão no Palácio de Kowloon - A grande fuga da zona sem lei No Inferno De Hong Kong " "Ankoku no Kyūryūjō Muhō Chitai, Inochigake no dai Dasshutsu (暗 黒 の 九龍 無法 無法 地 帯, 命 が け の 大 脱出)"                                                 | 1 de maio de 1995            |
| 5  | "Fei Long de sangue quente - Super Batalha no Filme de Ação Um Homem Chamado Dragão Voador " "Hiryū Nekketsu! Gekisha, Sūpā Batoru Akushon Mūbī (飛龍 熱血! 激 写, ス ー パ ー バ ト ル ア ク シ ョ ン ム ー ビ ー)"                                          | 8 de maio de 1995            |
| 6  | "Aparência da técnica secreta - O Ki começa a subir, o despertar de Hadou O Segredo Das Artes Marciais " "Hiden Kenzan! Minagiruki, Hadō no Kakusei (秘 伝 見 参! 漲 る 気, 波動 の 覚 醒)"                                                                   | 22 de maio de 1995           |
| 7  | "A Vingança de Ashura - O Ataque Muai Thai Assassino A Vingança de Ashura " "Ashura no Hōfuku Osoikakaru Muetai no Shikaku (阿 修羅 の 報復 襲 い か か る ム エ タ イ の 刺客)"                                                                              | 5 de junho de 1995           |
| 8  | "Prisão de armadilha e o grito da verdade - O orgulhoso Ryu A Sombra Do Terror " "Wana, Rōgoku, Shinjitsu no Sakebi Hokori Takaki Ryū (罠, 牢獄, 真 実 の 叫 び 誇 り 高 き リ ュ ウ)"                                                                        | 12 de junho de 1995          |
| 9  | "O Superstar do Muay Thai - Sinfonia da Batalha na Grande Prisão Karatê Contra Muai Tai " "Muetai no Kyosei Sōzetsu, Gokuchū-sen Kōkyōkyoku (ム エ タ イ の 巨星 壮 絶, 獄中 戦 交響曲)"                                                                      | 19 de junho de 1995          |
| 10 | "Presságio sombrio - O governante legítimo velado O Mensageiro Das Trevas " "Ankoku no Yochō Bēru ni Tsutsuma Reta Shin no Kunrinsha (暗 黒 の 予 兆 ベ ー ル に 包 ま れ た 真 の 君臨 者)"                                                                  | 26 de junho de 1995          |
| 11 | "Visitação das Feras - O Conselho Sagrado dos Monstros Ferozes para os Jovens Guerreiros Na Trilha Das Feras " "Yajū Raihō Seinaru Arahōshi, Wakamusha e no Chūkoku (野 獣 来訪 聖 な る 荒 法師, 若 武 者 へ の 忠告)"                                       | 3 de julho de 1995           |
| 12 | "O confronto mortal fantasma - O espírito de batalha escondido entre corpo e alma Na Caverna Do Demônio " "Akashiro no Tōshin Maboroshi no Shinken Shōbu (赤白 の 闘 神 幻 の 真 剣 勝負)"                                                                    | 10 de julho de 1995          |
| 13 | "A lenda de Hadouken - toda a criação, fonte de energia Em Busca Do Hadouken " "Shinrabanshō no Ki Hadō Ken Densetsu (森羅万象の気 波動拳伝説)" | 17 de julho de 1995          |
| 14 | "O príncipe sanguinário - Desejo de beleza e poção de amor para Chun-Li O Príncipe Sanguinário " "Chi ni Ueta Reijin Baru Rogu (血 に 飢 え た 麗人 バ ル ロ グ)"                                                                                             | 24 de julho de 1995          |
| 15 | "Confronto dos Titãs - Combate Mortal por Orgulho, Vida e Cinderela Encontro de Gigantes " "Ryōyū Gekitotsu Puraido to Inochi to Shinderera o Kaketa Shitō (両 雄 激 突 プ ラ イ ド と 命 と シ ン デ レ ラ を 賭 け た 死 闘)"                               | 31 de julho de 1995          |
| 16 | "O Governador Desvelado - Começa o tumulto da sede de medo pela conquista A Máscara do Poder " "Bēru o Nuida Kunrinsha Bōsō o Hajimeta Osorubeki Seifuku Yoku (ベ ー ル を ぬ い だ 君臨 者 暴走 を 始 め た 恐 る べ き 征服 欲v)"                           | 7 de agosto de 1995          |
| 17 | "Estremecer! Comandante do déspota - Estratégia de infiltração - Uma crise que se aproxima Os Tentáculos da Morte " "Senritsu, Bōkun no Shirei Shinobiyoru Sakubō, Semari Kuru Kiki (戦 慄, 暴君 の 司令 忍 び 寄 る 策 謀, 迫 り 来 る 危機)"                | 14 de agosto de 1995         |
| 18 | "A Bela Assassina - Olhos Verdes, Terror da Cruz A Bela Assassina " "Utsukushiki Asashin Midoriiro no Hitomi, Jūjika no Kyōfu (美しき暗殺者 緑色の瞳、十字架の恐怖)"                                                                                          | 21 de agosto de 1995         |
| 19 | "Ordens especiais para homens de ferro - Os mais poderosos salvadores lançam-se nos céus de abrigo Agentes Secretos " "Tetsujin e no Tokumei Kyūshutsu no Sora ni Tatsu Saikyō no Suketto (鉄 人 へ 特命 特命 救出 の 空 に 発 つ 最強 の 助 っ 人)"          | 28 de agosto de 1995         |
| 20 | "Força explosiva desconhecida - Toda a extensão do poder inacreditável Hadouken, a Forma Preponderante do Cosmo " "Hime Rareta Bakuhatsu-ryoku Konshin ni Michiru Totetsumonai Pawā (秘 め ら た た 爆 発 力 渾身 に 満 ち ち る と て つ も な い パ ワ ー)" | 4 de setembro de 1995        |
| 21 | "Compulsão pela vingança - Cyberchip - O desafio do controle mental Os Prisioneiros do Castelo " "Fukujū e no Kyōsei Saibāchippu, nō Shihai e no Chōsen (服 従 へ 強制 強制 サ イ バ ー チ ッ ッ プ 脳 脳 支配 へ の 挑 戦)"                                  | 11 de setembro de 1995       |
| 22 | "Dragão em ascensão no céu - Os extremos da raiva - O despertar de Hadou A Manifestação do Hadouken " "Shō Ryū, Sora e Ikari no Zetchō, Mezameru Hadō (昇 龍 空 空 へ 怒 り の 絶頂 、 目 覚 め る 波動)"                                                     | 18 de setembro de 1995       |
| 23 | "O brilho gélido de seus olhos - Heróis possuídos pelo diabo O Brilho Misterioso " "Kōritsuita Gankō Akuma ni Miira Reta Yūsha (凍 り い い た 眼光 悪 魔 に 魅 入 ら れ た 勇者)"                                                                            | 16 de outubro de 1995        |
| 24 | "Reunião com o Pesadelo - Angustia e Lágrimas, Uma Mente Selada O Reencontro Com o Pesadelo " "Akumu no Saikai Hitsū no Yobikake, Tozasareta Ishiki (悪 夢 再 再 会 の の 呼 び 掛 け 、 閉 ざ さ れ た 意識)"                                                | 23 de outubro de 1995        |
| 25 | "Até o fim (Round 1) - O comando da tripla batalha A Luta Violenta " "Shitō <Daiisshō> Sōzetsu, Toripuru Batoru Komando (闘 闘 <第一 章> 壮 絶 、 ト リ プ プ ル バ ト ル コ マ ン ド)"                                                                       | 30 de outubro de 1995        |
| 26 | "Até o fim (Round 2) - Os momentos finais de um amigo verdadeiro cansado A Morte do Amigo " "Shitō <Dainishō> Chikaratsuki Yuku Shin'yū no Danmatsuma (闘 闘 <第二 章> 力 尽 き ゆ く 親友 の 断 末 魔)"                                                      | 6 de novembro de 1995        |
| 27 | "Até o fim (Round 3) - Ponto crítico - Os limites da energia esmagadora do Hadou A Colisão de Emergências " "Shitō <Daisanshō> Rinkai-ten, Gekitotsu Suru Hadō Enerugī no Kyokugen (闘 闘 <第三 章> 臨界 点 、 激 突 突 す る 波動 エ ネ ル ギ ー の 極限)"   | 6 de novembro de 1995        |
| 28 | "Até o fim (Round 4) - Mestre Vega - O poder destrutivo esmagador O Domínio de Bison " "Shitō <Daiyonshō> Kunrinsha Bega, Sono Attōteki Hakai-ryoku (闘 闘 <第四 章> 君臨 者 ベ ガ 、 そ の 圧 圧 倒 的 的 壊 力 力 力)"                                      | 20 de novembro de 1995       |
| 29 | "Até o fim (Fase Final) - A batalha final, arriscando corpo e a alma A Batalha Final " "Shitō Kanketsu Zenshin Zenrei o Kaketa Fainaru Batoru (死 闘 全身 全身 全 を を か け た フ ァ イ ナ ル バ ト ル)"                                                    | 20 de novembro de 1995       |

## Trilha-Sonora
A trilha-sonora de Street Fighter II V foi composta por Kawasaki Masahiro e lançada em CD em 27 de setembro de 1995.
Faixas
| N.º            | Título                           | Duração |  |
| 1.             | "Ryu & Ken no Theme"             | 1:51    |  |
| 2.             | "Oisomabito no Jiai"             | 2:44    |  |
| 3.             | "Afureru Koukishin"              | 1:21    |  |
| 4.             | "Ryu datte tama ni wa..."        | 0:57    |  |
| 5.             | "Atatakaki Nagare"               | 1:17    |  |
| 6.             | "Osanaki Hi he no Omoi"          | 1:23    |  |
| 7.             | "Sakaba no Rantou"               | 1:20    |  |
| 8.             | "Shousou - Shiretsu na Tatakai"  | 1:28    |  |
| 9.             | "Ki no Mama Sansaku"             | 1:41    |  |
| 10.            | "Tabidachi"                      | 1:29    |  |
| 11.            | "Ken no Amai Kahori"             | 1:24    |  |
| 12.            | "Ochoushimono"                   | 0:55    |  |
| 13.            | "Tenkuu wo Kakeru Gekitou"       | 1:48    |  |
| 14.            | "Otome no Inori"                 | 1:28    |  |
| 15.            | "Haruka India Chi wa Tooku"      | 1:29    |  |
| 16.            | "Culture Shock"                  | 1:21    |  |
| 17.            | "Shouja Dhalsim"                 | 1:19    |  |
| 18.            | "Shinri no Tankyu"               | 1:29    |  |
| 19.            | "Dharma-Dhaishi no Densetsu"     | 2:01    |  |
| 20.            | "Hadouken Tanjou"                | 1:34    |  |
| 21.            | "Shouja Dhalsin to no Wakare"    | 2:22    |  |
| 22.            | "Shitei no Kizuna"               | 1:30    |  |
| 23.            | "Spain no Machi no Kouyou"       | 1:28    |  |
| 24.            | "MATADOR na Karei na Ken Sabaki" | 1:32    |  |
| 25.            | "Lunatic Balrog"                 | 1:20    |  |
| 26.            | "Ken Kiki Ippatsu"               | 1:23    |  |
| 27.            | "Chi ni Miserareta Reijin"       | 1:29    |  |
| 28.            | "Yuugen no Kinchou"              | 1:26    |  |
| 29.            | "Souzetsu naru Shitou"           | 1:17    |  |
| 30.            | "Kyoukai Vega"                   | 1:50    |  |
| 31.            | "Kyoufu to Yuuki"                | 1:23    |  |
| 32.            | "Hadou Vs. Psycho Power"         | 1:21    |  |
| Duração total: | Duração total:                   | 48:40   |  |

### Temas da série
Abertura
- "Kaze Fuiteru" por Yuki Kuroda (eps 1-19) como também Ao Encontro do Mais Forte (tema de abertura dublado passado no Cartoon Network na maioria dos episódios, adaptado por Nelson Machado e cantado por Elisa Villon, com os arranjos instrumentais de Hélio Santisteban)
- "Ima, ashita no tame ni" por Shuji Honda (eps 20-29)

Encerramento
- "Cry" por Yuki Kuroda (eps 1-19) como também Vou Lutar (tema de encerramento dublado passado no Cartoon Network na maioria dos episódios, adaptado por Nelson Machado e cantado por Elisa Villon, com os arranjos instrumentais de Hélio Santisteban)
- "Lonely Baby" por Shuji Honda (eps. 20-29)

## Mangá
A história do mangá tem várias diferenças do anime. Particularmente surrealistas são os golpes mortais sofridos por alguns personagens, sem no entanto morrer.